# Warenar (blijspel)
Warenar of Ware-nar is een blijspel in vijf bedrijven van P.C.Hooft en Samuel Coster, geschreven in 1617. Het stuk is een bewerking van Aulularia door de Romeinse schrijver Plautus. De volledige titel, zoals die op het titelblad van een latere druk verscheen, luidde Aulularia van Plautus, Dat is, Warenar met de pot. 

## Inhoud
Warenar heeft in zijn woning een pot met gouden munten ontdekt die zijn grootvader daar vroeger heeft begraven. Hij raakt geobsedeerd door de angst dat zijn pot gestolen wordt. Van zijn schat durft hij niets uit te geven, uit vrees dat men hem voor een rijk man zal houden. Zo leeft hij in diepe, zelfverkozen armoede. Hij koestert bovendien een grote achterdocht tegen iedereen die in zijn buurt komt. Zijn dochter Claartje is - zonder dat Warenar dat weet - zwanger van Ritsert, een losbol van een jongen. Diens oom Rijckert, Warenars buurman, wil met Claartje trouwen. Warenar vermoedt achter dit aanzoek een list om de pot met goud in handen te krijgen. Hij gaat zich steeds nerveuzer en vreemder gedragen en vestigt daardoor juist de aandacht op zichzelf. Lecker, de knecht van Rijckert, ziet Warenar de pot verbergen op een kerkhof. Lecker, die speelschulden heeft, steelt de pot, waarmee Warenars grootste angst waarheid wordt. De diefstal wordt echter ontdekt doordat Ritsert Lecker tegen het lijf loopt met de pot onder zijn kleding. Warenar komt tot inkeer en schenkt de schat aan zijn dochter, die uiteindelijk trouwt met Ritsert. Warenars obsessie is voorbij.

## Thematiek
Later baseerde ook Molière een stuk op Plautus' Aulularia, namelijk zijn l'Avare. Dat stuk van Moliére en Ware-nar zijn wel met elkaar vergeleken, maar ze zijn niet gelijksoortig. Warenar is in feite geen vrek, maar een tragikomische figuur, die door zijn onverwachte vondst volkomen de kluts kwijt raakt, en geheel gebiologeerd is door de schat. Maar aan het einde kan hij zijn schat loslaten en wegschenken: het was geen gierigheid maar obsessie die hem gebonden hield.
Hoewel het stuk vooral als komedie moet worden gezien of gelezen, valt hier toch een licht-aangezette moraal uit te bespeuren: de renaissancistische thematiek van de rustige matigheid, het gulden midden.

## Ontstaan en status
Warenar is anoniem verschenen, maar werd toegeschreven aan Hooft en Coster. Het is niet bekend, hoe de samenwerking tussen beide toneelschrijvers is verlopen en wie van hen het grootste aandeel heeft gehad in het werk. De auteurs hebben Aulularia naar hun eigen woorden, "naar 's Landts gelegenheidt verduitscht" [dat wil zeggen in de volkstaal, het Nederlands, overgebracht]. Deze "verduitsing" hield meer in dan een letterlijke vertaling. Er komen typetjes in voor die met recht als Amsterdamse volksfiguren kunnen worden beschouwd, en een komisch tegenwicht vormen tegen de geobsedeerde Warenar. Verder stonden de schrijvers voor de opgave, een afloop te bedenken voor het stuk. Van Aulularia van Plautus waren slechts de eerste vier bedrijven overgeleverd.
Hooft oordeelde niet bijzonder gunstig over Warenar, terwijl het, ironisch genoeg, naderhand een van de meest geliefde toneelstukken uit de Gouden Eeuw is geworden — en gebleven. Warenar is in juni 2009 door Theatergroep De Kale opgevoerd op het Muiderslot, ter herdenking van Hoofts inhuldiging als drost van Muiden en baljuw van het Gooi in 1609.